# Байтасово
Байтасово — упразднённый аул в Карасукском районе Новосибирской области. На момент упразднения входил в состав Ирбизинского сельсовета. Исключен из учётных данных в 1977 году.

## География
Аул располагался у озера Горькое, в 4 км (по прямой) к северо-востоку от села Большие Луки.

## История
Аул был основан в 1882 г. В 1928 году аул Байтасовский состоял из 50 хозяйств. В административном отношении входил в состав Павловского сельсовета Черно-Курьинского района Славгородского округа Сибирского края.
Решением Новосибирского облисполкома от 01.12.1977 г. № 799 аул исключен из учётных данных.

## Население
В 1928 году в ауле проживало 230 человек (123 мужчины и 107 женщин), основное население — киргизы (казахи).